# 辛科拉河畔孔滕达斯
辛科拉河畔孔滕达斯是巴西巴伊亚州的一个市镇。总面积862.085平方公里，总人口3353人，人口密度3.9人/平方公里。